# Chiringuito
Cet article concerne la buvette de plage. Pour l'émission de football, voir El Chiringuito.

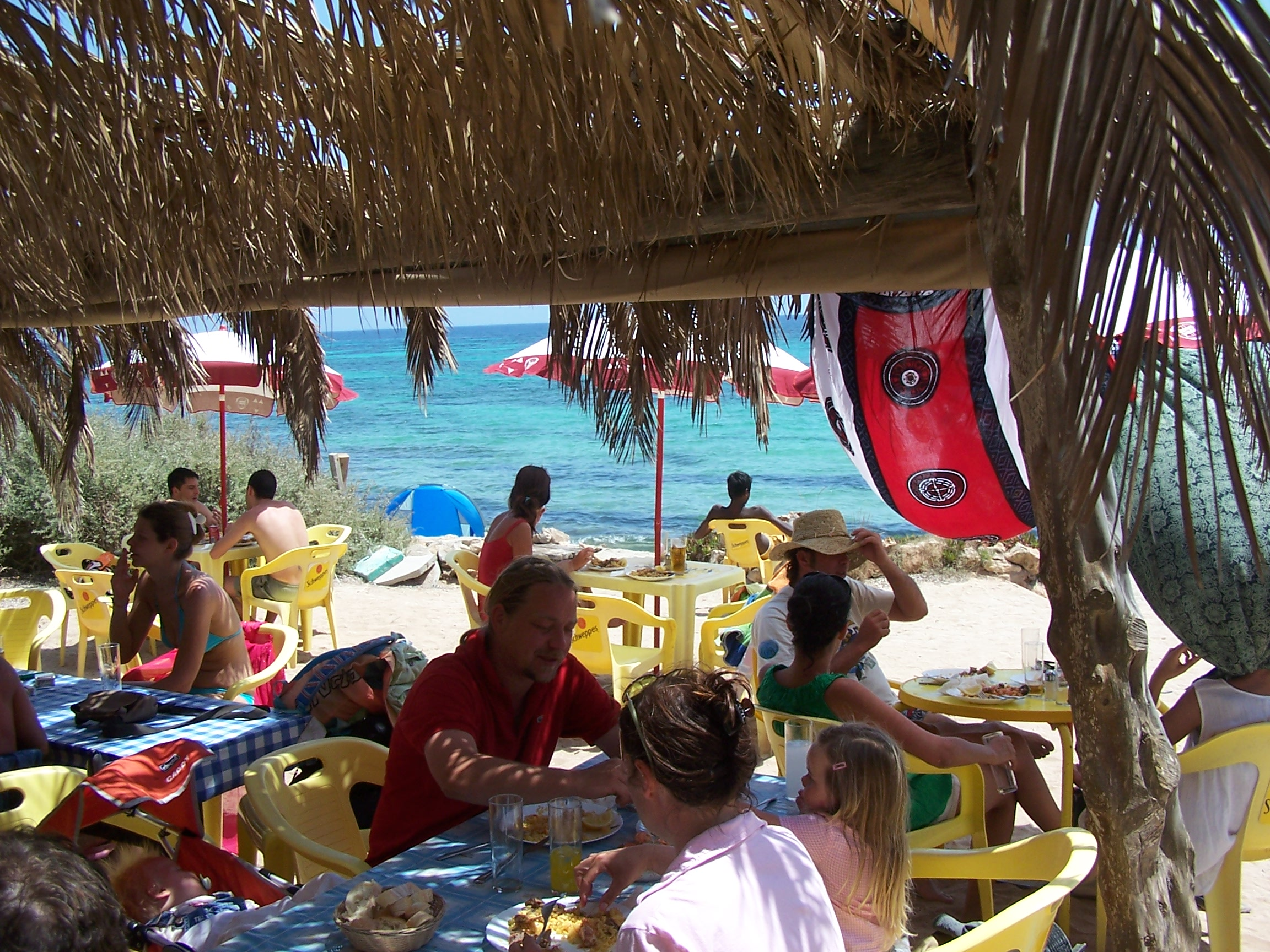
Chiringuito de plage à Formentera.

Un chiringuito est un petit établissement commercial espagnol de type buvette, très souvent édifié de façon provisoire, par exemple sur la plage, et consacré à la vente de nourriture et de boissons.

## Description
On en trouve dans toute l'Espagne et pas seulement en Catalogne.
Si étymologiquement les paillottes sont provisoires, un chiringuito peut très bien ne pas être provisoire mais bel et bien un restaurant construit avec des fondations et une toiture pérennes et ouvert toute l'année.